# Daniel Wilson (Politiker)

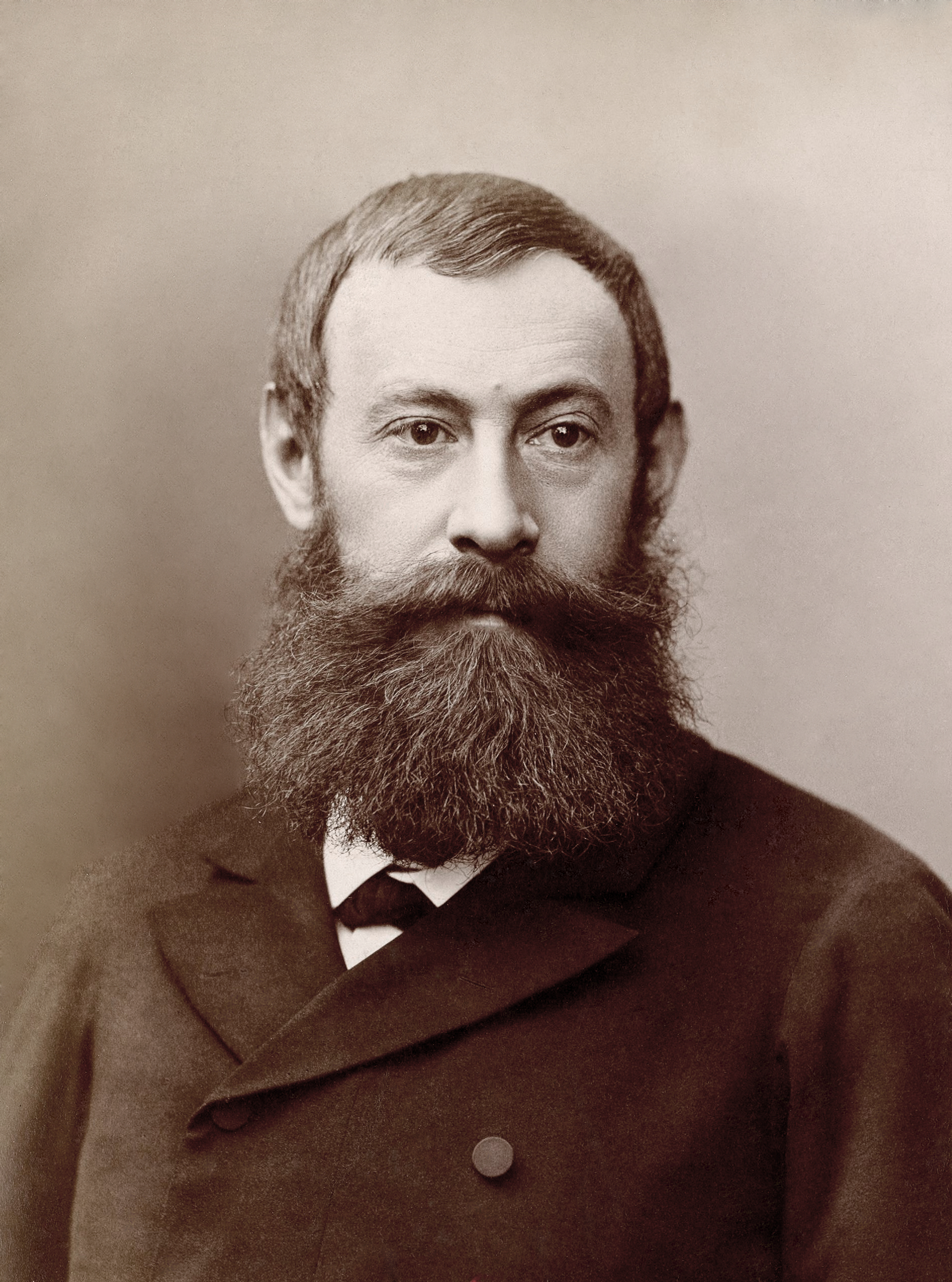
Daniel Wilson (Atelier Nadar)

Daniel Wilson (* 6. März 1840 in Paris; † 13. Februar 1919 in Loches) war ein französischer Politiker der Dritten Französischen Republik. Er war in einen Skandal um den Verkauf von Orden verwickelt, der zum Rücktritt seines Schwiegervaters, des französischen Staatspräsidenten Jules Grévy, führte.

## Leben

### Familie und Jugend
Daniel Wilson kam aus einer wohlhabenden Familie. Er war der Sohn von Daniel Wilson (gestorben 1849), einem britischen Ingenieur, der sein Vermögen mit den Schmieden von Le Creusot und der Gasbeleuchtung von Paris erworben hatte und von Antoinette–Henriette Casenave (gestorben 1843), die aus einer Familie von Richtern und Parlamentariern stammte. Nach dem frühen Tod der Eltern stand er unter der Vormundschaft des Richters Antoine Mathieu Casenave. 1861 erhielt er sein reiches Erbe, das mehrere Millionen Francs und Immobilien umfasste. Seine Schwester, Marguerite Pelouze (1836–1902), war Schwiegertochter von Théophile-Jules Pelouze und führte ein mondänes Leben.
Am 22. Oktober 1881 heiratete Daniel Wilson in der Kapelle des Élysée-Palastes Alice Grévy, die Tochter von Jules Grévy, der von 1879 bis 1887 Präsident der Republik war. Seine Trauzeugen waren der Ratspräsident Jules Ferry und der Finanzminister Pierre Magnin.

### Frühe politische Laufbahn
Im Mai 1869 wurde Wilson als Vertreter der Radikalen Partei im Département Indre-et-Loire zum Abgeordneten des Corps législatif (gesetzgebende Körperschaft des Zweiten Kaiserreichs) gewählt. Bei den Wahlen zur Abgeordnetenkammer 1871 bis 1885 wurde er wiedergewählt.
Von Dezember 1879 bis November 1881 fungierte er in den Kabinetten Freycinet I und Ferry I als Unterstaatssekretär für Finanzen (Sous-secrétaire d’État aux Finances).

### Ordensskandal von 1887

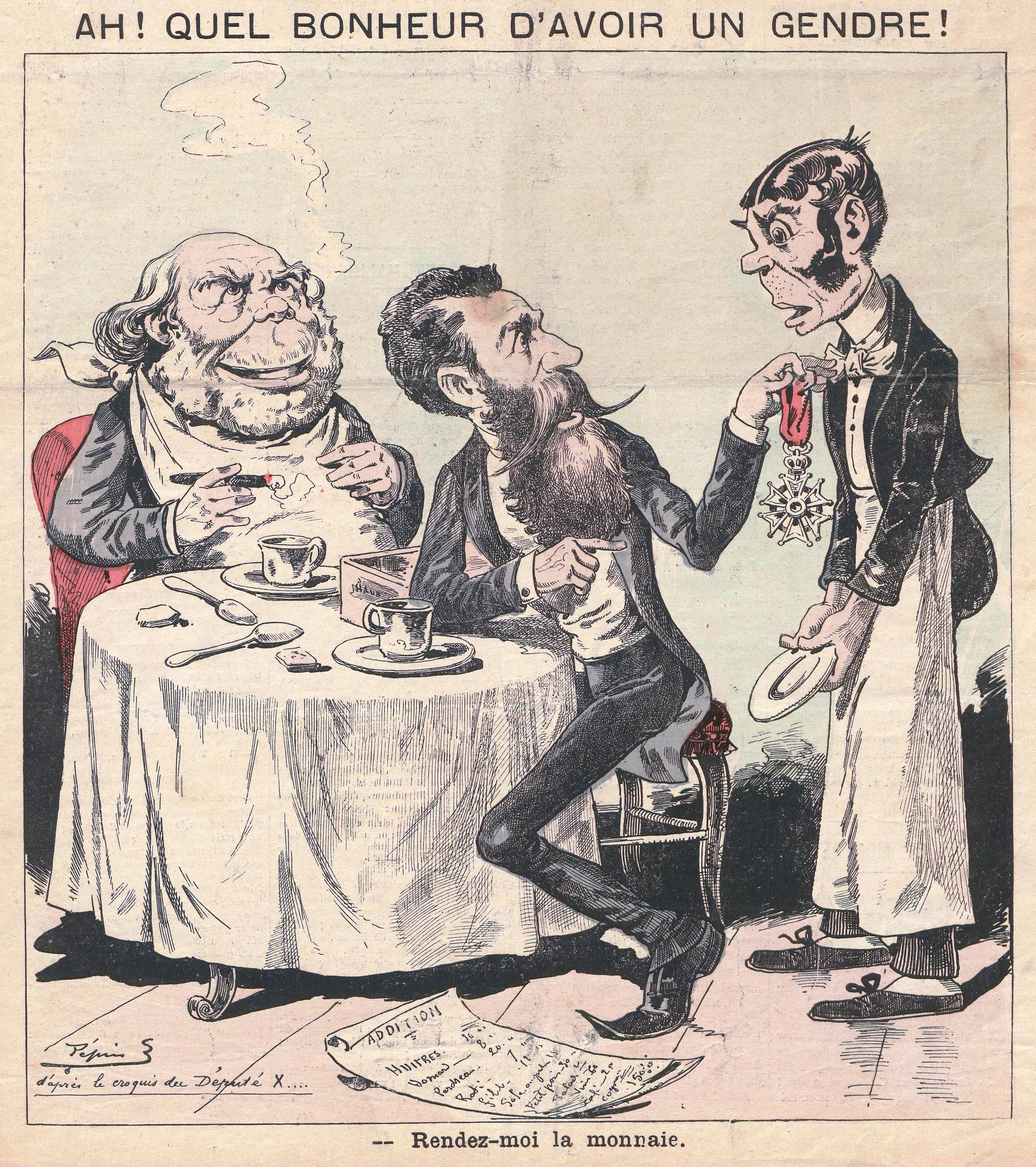
Ah! Welch ein Glück, einen Schwiegersohn zu haben. Le Grelot, 27. November 1887

Ende September 1887 stellte die Pariser Polizei aufgrund einer Anzeige einer ehemaligen Mitarbeiterin des Etablissements fest, dass in einem Bordell Orden und Ehrungen an prominente Persönlichkeiten verkauft wurden. Die Ermittlungen führen zu einer Anklage gegen General Caffarel. Kriegsminister Théophile Ferron versetzte Caffarel daraufhin ohne großes Aufsehen in den Ruhestand.
Der Skandal brach am 8. Oktober 1887 aus, als die Zeitung Le XIXe siècle (diese stand dem Boulangismus nahe und war Ferron feindlich gesinnt) unter der Überschrift „La Légion d'honneur à l’encan“ (die Ehrenlegion wird versteigert) über den Ordenshandel berichtete. Der von der Presse als Ordensaffäre (l’affaire des décorations) bezeichnete Skandal wurde zu einer politischen Affäre, als die Ermittlungen ergaben, dass der Ordenshandel von Daniel Wilson vom Élysée-Palast aus organisiert worden war. Wilson hatte seinen Einfluss genutzt, um als Gegenleistung für die Verleihung von Orden Beteiligungen von Geschäftsleuten an seinen Unternehmen auszuhandeln. Von einem Büro im Élysée-Palast aus verkaufte er Tausende von Orden, darunter die der Ehrenlegion, für zwischen 25.000 und 100.000 Francs. Zu seinen Komplizen gehörten neben General Caffarel auch General Graf d’Andlau, Senator des Départements Oise, und zwei Zuhälterinnen.
Die Affäre führte zum Rücktritt Präsident Grévys. Sein Nachfolger wurde Sadi Carnot, der vor allem deshalb die Mehrheit der Stimmen erhielt, weil er sich als Finanzminister den Empfehlungen Wilsons widersetzt hatte. Nachdem der Ratspräsident Maurice Rouvier vergeblich versucht hatte, Jules Grévy zu stützen, trat er selbst zurück.
Der Strafprozess begann am 18. Februar 1888 und endete am 3. März mit der Verurteilung der Zuhälterin Madame Limouzin zu sechs Monaten Gefängnis, Caffarels zu einer Geldstrafe von 3000 Francs und Andlaus zu fünf Jahren Gefängnis und einer Geldstrafe. Andlau entzog sich der Strafe durch Flucht. Wilson wurde wegen Betrugs zu zwei Jahren Gefängnis, 3000 Francs Geldstrafe und fünf Jahren Aberkennung der bürgerlichen Ehrenrechte bestraft. Er legte einen Monat später Berufung ein und wurde freigesprochen, da die Richter den Tatbestand des Betrugs als nicht erfüllt ansahen, da er seinen Einfluss genutzt hatte, um echte Orden zu verleihen.
Die Feststellung, dass es kein Gesetz gab, das diese Art von Handel verbot, führte zur Schaffung eines speziellen Straftatbestands, der es ermöglichte, diese Art von Handel zu bestrafen: den Handel mit Einfluss.

### Weitere politische Laufbahn
Im November 1888 kehrte Wilson auf die Abgeordnetenbänke der Kammer zurück und wurde 1893 und 1898 wiedergewählt. 1902 unterlag er bei der Wahl. Er starb 17 Jahre später und wurde auf dem Friedhof von Mont-sous-Vaudrey in der Familiengruft seines Schwiegervaters Jules Grévy an der Seite seiner Frau beerdigt.